# Amorbach
Amorbach é uma cidade da Alemanha, localizada no distrito de Miltenberg, no estado de Baviera.
A cidade tem como forte receita econômica o turismo doméstico, a partir do funcionamento de diversos resorts. Dispõe de edifícios de arquitetura barroca e museus.